# Tre ryssars och tre engelsmäns äfventyr i södra Afrika
Tre ryssars och tre engelsmäns äfventyr i södra Afrika (franska: Aventures de trois Russes et de trois Anglais dans l'Afrique australe) är en roman från 1872 av fransmannen Jules Verne. Romanen gavs ut i Sverige 1873.

## Handling
Tre engelsmän (överste Everest, sir John Murray och William Emery) och tre ryssar (Matthew Strux, Nicholas Palander och Michael Zorn) reser till Afrika för att tillsammans med sin guide, infödingen Mokoum, mäta en meridianbåge i Kalahariöknen i södra Afrika. Allt går som planerat, ända tills det förklaras krig mellan Storbritannien och Ryssland...  